# 温德什泰因
温德什泰因（法語：Windstein，发音：[vintʃtain]）是法国下莱茵省的一个市镇，属于阿格诺-维桑堡区和赖什索芬县（Reichshoffen）。该市镇总面积11.97平方公里，2009年时的人口为169人。

## 人口
温德什泰因人口变化图示